# Paratus indicus
Espèce
Paratus indicus est une espèce d'araignées aranéomorphes de la famille des Liocranidae.

## Distribution
Cette espèce est endémique d'Uttar Pradesh en Inde,.

## Description
Les mâles mesurent de 2,63 à 3,20 mm et les femelles de 3,13 à 3,75 mm.

## Étymologie
Son nom d'espèce lui a été donné en référence au lieu de sa découverte, l'Inde.

## Publication originale
- Marusik, Zheng & Li, 2008 : A review of the genus Paratus Simon (Araneae, Dionycha). Zootaxa, no 1965, p. 50-60.